# Fehérház Bajtársi Egyesület
A Fehérház Bajtársi Egyesület egy jobboldali ellenforradalmi csoportosulás volt, ami a két világháború között működött.

## Leírása
Az egyesület az őszirózsás forradalom és következményei ellen alakult 1918-ban, vagy 1919-ben. Aktívan részt vett a Magyarországi Tanácsköztársaság elleni tevékenységekben. Összejöveteleit Pekár Gyula, illetve Bleyer Jakab szellemi vezérletével Csilléry András Baross utcai házában tartották; ott fogalmazták meg a katonai puccs, illetve az általuk kívánt új politikai kurzus irányát is.

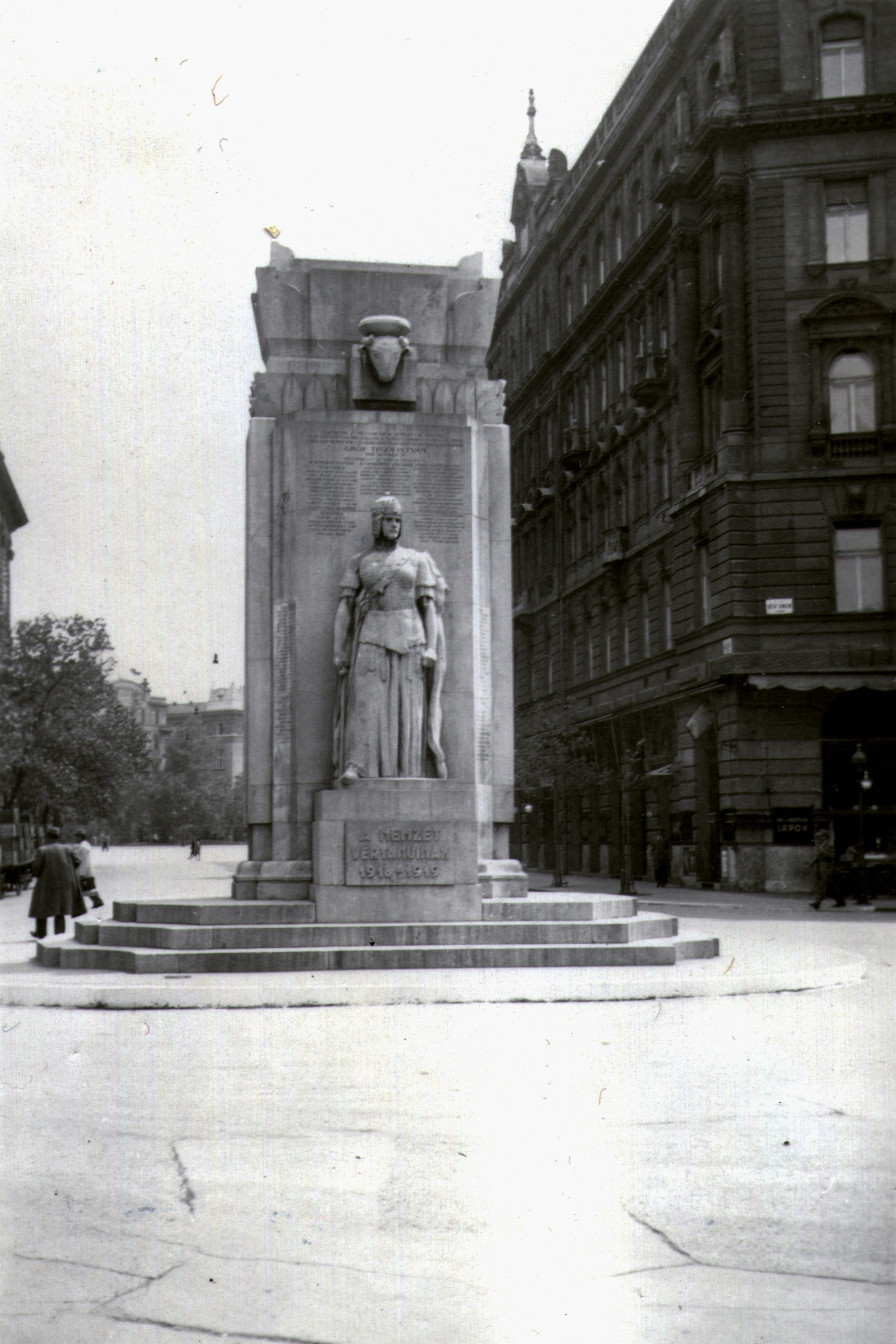
A budapesti Vértanúk tere 1934-ben, a Nemzet vértanúinak emlékműve 1918 - 1919 (Füredi Richárd és Kismarty-Lechner Jenő műve)

Tevékenységüket siker koronázta: az egyesület elnöke, Friedrich István (a megszálló román hadsereg jóváhagyásával) 1919. augusztus 6-án letartóztatta Peidl Gyula szociáldemokrata miniszterelnököt és kormányát, ezzel de facto megbuktatva a Tanácsköztársaságot. A Peidl-kormány helyét ezután a Friedrich-kormány foglalta el.
A szervezet később részt vett az irredenta mozgalomban és feltehetően a második világháború végéig működött; alapszabályzatának egy 1942-es változata fellelhető az Állambiztonsági Szolgálatok Történeti Levéltárában, illetve szerepel egy 1942 augusztusi filmhíradóban is, ahol a Vértanúk emlékművénél helyezett el koszorút a 70. születésnapját ünneplő József főherceg társaságában.
A világháború után a "lex-Sulyok" néven gúnyolt 1947. évi XXII. törvény az országgyűlési választásokról név szerint említi, mint feloszlatott szervezetet, s mint olyat, melynek egykori vezetői az 1947-es magyarországi országgyűlési választáson nem indulhatnak.